# Колокольник
Колокольник или кодонопсис (лат. Codonopsis) — род травянистых многолетних растений семейства Колокольчиковые (Campanulaceae). Насчитывается 59 видов кодонопсиса (по данным Королевских ботанических садов в Кью); по другим данным — около тридцати, около сорока.
Многие виды используются как садовые растения. Отдельные виды применяются в народной медицине, в кулинарии.

## Название
Научное название рода происходит от греческих слов codon («колокол») и opsis («подобный») — и объясняется колокольчатой формой венчика и сходством с родом Колокольчик (Campanula).
В синонимику рода входят следующие названия:
- Cyclocodon Griff.
- Glosocomia D.Don
- Glossocomia Rchb., orth. var.
- Numaeacampa Gagnep.

## Распространение
Растения этого рода распространены в Восточной Азии, в высокогорьях Юго-Восточной Азии, в Центральной Азии.
|                                      |
|                                      |
| Codonopsis pilosula: листья и цветки |

## Биологическое описание
Представители рода — многолетние травянистые растения с поникающими цветками.
Для кодонопсиса характерны мясистые, толстые (будто вздутые) корни, похожие на корневища.
Стебли нередко вьющиеся или лазающие, длиной до трёх метров.
Листья простые, могут быть как широкими, так и узкими; при растирании имеют неприятный запах.
Цветки поникающие, в основе колокольчатые, но довольно сильно отличающиеся по форме в зависимости от вида. Внутренняя поверхность венчика нередко имеет разнообразные пятна и жилки.

## Использование

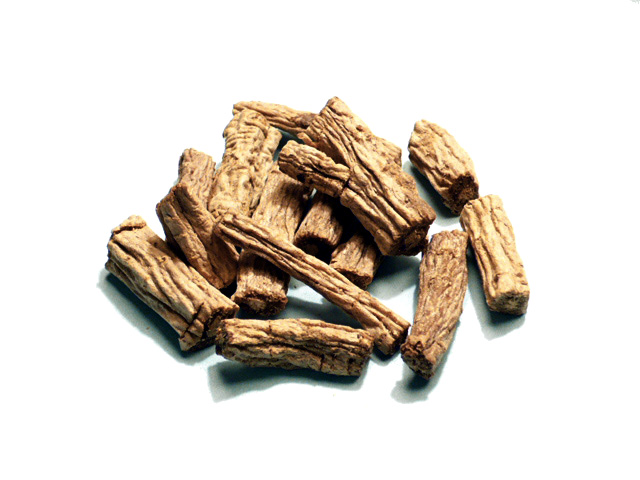
Codonopsis pilosula: сушёные корни. Используются в традиционной китайской медицине

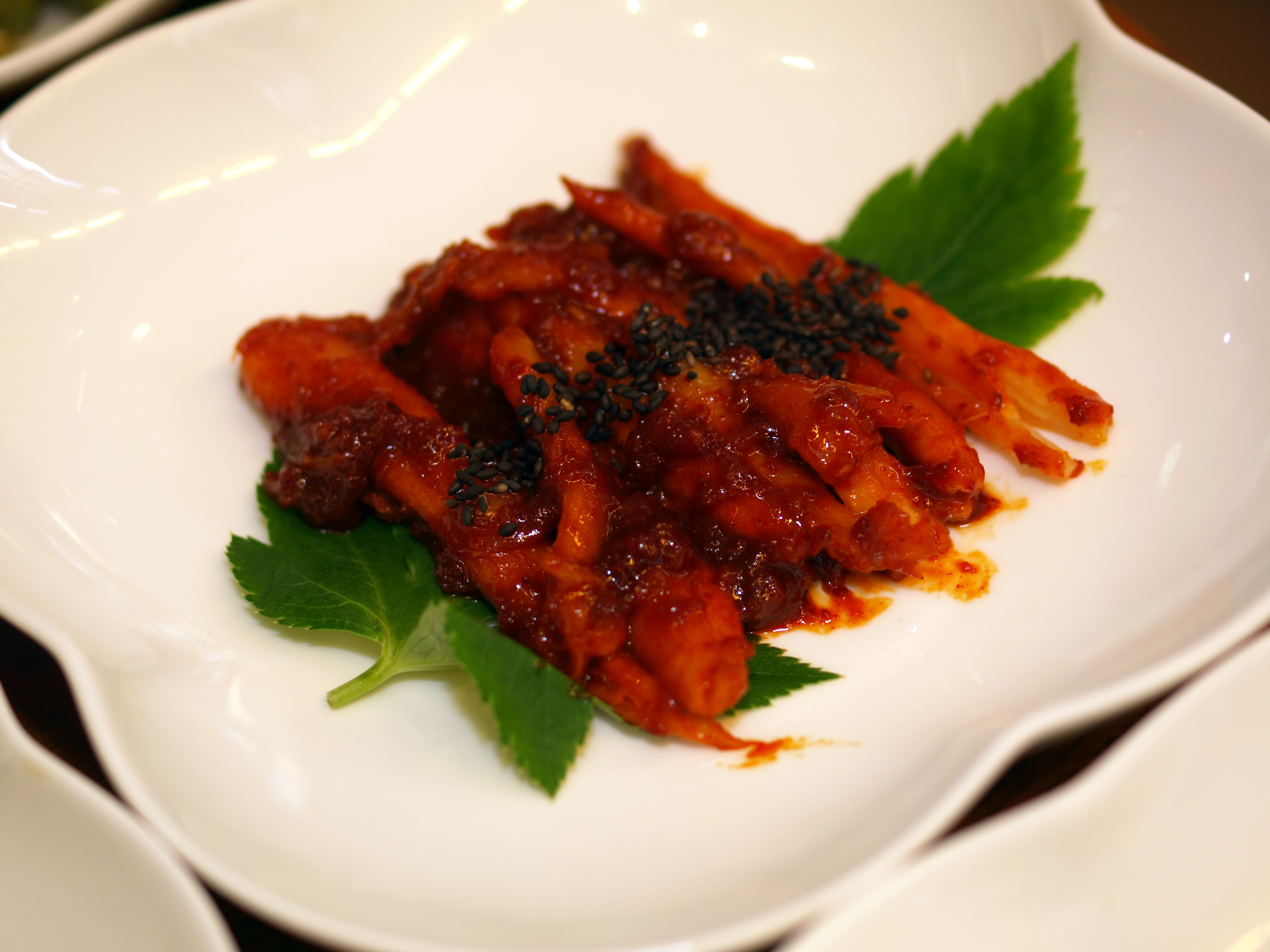
Блюдо корейской кухни: маринованные корни кодонопсиса ланцетного

Корни Codonopsis pilosula используются в традиционной китайской медицине.
Корни кодонопсиса ланцетного (Codonopsis lanceolata) используются в корейской кухне для приготовления салатов.
Некоторые виды кодонопсиса, в первую очередь Кодонопсис вьюнковый (Codonopsis convolvulacea), Кодонопсис клематисовидный (Codonopsis clematiaea) и Кодонопсис ланцетный (Codonopsis lanceolata), используются как садовые растения.

## Культивирование
Большинство видов — неприхотливые растения, но все виды, если возможны сильные морозы, следует укрывать на зиму.
Для большинства видов лучше всего подходит лёгкая, хорошо дренированная почва. Растения следует размещать в местах, защищённых от ветра, в полутени или в полной тени. Размножение — семенами или делением. Следует учитывать, что растения плохо переносят пересадки.
С учётом того, что цветки у представителей этого рода поникающие, для облегчения доступа к покрытым прожилками внутренним частям венчиков, являющихся наиболее привлекательными частями растений, рекомендуется сажать кодонопсис на приподнятую грядку.

## Виды
По информации базы данных The Plant List, род включает 51 вид:
- Codonopsis affinis Hook.f. & Thomson
- Codonopsis alpina Nannf.
- Codonopsis argentea P.C.Tsoong
- Codonopsis benthamii Hook.f. & Thomson
- Codonopsis bhutanica Ludlow — Кодонопсис бутанский
- Codonopsis bragaensis Grey-Wilson
- Codonopsis bulleyana Forrest ex Diels
- Codonopsis canescens Nannf.
- Codonopsis cardiophylla Diels ex Kom.
- Codonopsis chimiliensis J.Anthony
- Codonopsis chlorocodon C.Y.Wu
- Codonopsis clematidea (Schrenk) C.B.Clarke — Кодонопсис клематисовый, или Кодонопсис клематисовидный
- Codonopsis convolvulacea Kurz — Кодонопсис вьюнковый
- Codonopsis cordifolioidea P.C.Tsoong
- Codonopsis deltoidea Chipp
- Codonopsis dicentrifolia (C.B.Clarke) W.W.Sm.
- Codonopsis efilamentosa W.W.Sm.
- Codonopsis farreri J.Anthony
- Codonopsis foetens Hook.f. & Thomson
- Codonopsis forrestii Diels
- Codonopsis gombalana C.Y.Wu
- Codonopsis gracilis Hook.f. & Thomson
- Codonopsis henryi Oliv.
- Codonopsis hirsuta (Hand.-Mazz.) D.Y.Hong & L.M.Ma
- Codonopsis hongii Lammers
- Codonopsis inflata Hook.f.
- Codonopsis javanica (Blume) Hook.f. & Thomson — Кодонопсис яванский
- Codonopsis kawakamii Hayata
- Codonopsis lanceolata (Siebold & Zucc.) Benth. & Hook.f. ex Trautv. — Кодонопсис ланцетный
- Codonopsis levicalyx L.D.Shen
- Codonopsis limprichtii Lingelsh. & Borza
- Codonopsis macrophylla Lammers & L.l.Klein
- Codonopsis mairei H.Lév.
- Codonopsis meleagris Diels — Кодонопсис шахматный
- Codonopsis micrantha Chipp
- Codonopsis minima Nakai
- Codonopsis nepalensis H.Hara
- Codonopsis ovata Benth. — Кодонопсис овальнолистный
- Codonopsis pianmaensis S.H.Huang
- Codonopsis pilosula (Franch.) Nannf. — Колокольник мелковолосистый[2]
- Codonopsis purpurea Wall.
- Codonopsis rosulata W.W.Sm.
- Codonopsis rotundifolia Benth.
- Codonopsis subglobosa W.W.Sm.
- Codonopsis subscaposa Kom.
- Codonopsis subsimplex Hook.f. & Thomson
- Codonopsis thalictrifolia Wall.
- Codonopsis tsinlingensis Pax & K.Hoffm.
- Codonopsis tubulosa Kom.
- Codonopsis ussuriensis (Rupr. & Maxim.) Hemsl. — Колокольник уссурийский[8][9]
- Codonopsis vinciflora Kom.
- Codonopsis viridiflora Maxim.
- Codonopsis viridis Wall. typus[1] — Кодонопсис зелёный